# Ahmed al-Hiba av Marocko
Ahmed al-Hiba av Marocko, född 1877, död 1919, var regerande sultan av Marocko mellan 1912 och 1912.